# Kateřina Pavelková
Kateřina Pavelková  (* 2. Oktober 2005 in Prag) ist eine tschechische Beachvolleyball- und ehemalige Volleyballspielerin.

## Karriere

### Karriere Halle
Von 2022 bis 2023 war die Außenangreiferein zum ersten Mal im Hallenvolleyball im Ausland aktiv. Mit den ATSC Kelag Wildcats Klagenfurt wurde sie Fünfte in der österreichischen Liga und erreichte im Pokal das Achtelfinale. Im Challenge Cup belegte der Verein aus der Landeshauptstadt von Kärnten den geteilten 33. Platz von 60 teilnehmenden Teams. Pavelková steuerte in den sieben Sätzen, in denen sie eingesetzt wurde, 21 Scorerpunkte bei. Davon waren achtzehn erfolgreiche Angriffsschläge. Ihr gelangen außerdem drei Aufschlagasse.

### Karriere Beach Jugend und Junioren
Ab 2012 erlernte die in der Hauptstadt aufgewachsene Sportlerin im  Beachklubs Pankrác Techniken und Taktik des Sports im Sand. 2021 nahm sie gemeinsam mit ihrer Schwester Anna zum ersten Mal an einer kontinentalen Meisterschaft der unter Achtzehnjährigen teil. Nach dem dritten Platz im Pool scheiterte das Duo in der ersten Hauptrunde an den Europameisterinnen Leona Kernen und Muriel Bossart. Eine Saison später in Loutraki wurden die Schweizerinnen nur Fünfte, während die Tschechinnen den Titel gewannen. Beim nächst älteren Jahrgang belegten sie mit Kernen und deren Partnerin Annique Niederhauser gemeinsam mit anderen Teams den geteilten dreizehnten Rang, während sie bei der U19-Weltmeisterschaft ebenso wie die Eidgenossinnen das Achtelfinale erreichten. 2023 standen die Zwillinge beim europäischen Wettbewerb wieder auf dem Podest. Das Halbfinale bei der U20 in Riga hatten sie gegen Kernen / Bossart verloren. Im Kampf um Bronze waren die Tochter von Nik Berger an der Seite von Lilli Hohenauer gegen die gebürtigen Pragerinnen beim 11:21, 17:21 jedoch nahezu chancenlos.
Der größte Erfolg im Underage-Bereich gelang den damals erst Achtzehnjährigen jedoch im türkischen Termal. Wurden sie später bei der U20-EM nur Siebte, gelang ihnen am 9. Juni 2024 Historisches. Nach dem ungefährdeten ersten Rang in der Gruppe und weiteren Siegen über Madestam / Saxne, Kernen / Niederhauser sowie Jurgenson / Kuivonen standen sie bereits im Halbfinale. Dort bezwangen sie die Lettinnen Līva Ēbere und Deniela Konstantinova. Im Endspiel entschieden die Polinnen Małgorzata Ciężkowska und Urszula Lunio den ersten Satz mit 21:14 deutlich für sich. Doch die Schwestern drehten mit 21:17, 15:10 die Begegnung und wurden als erstes tschechisches Beachpaar überhaupt Europameisterinnen der unter Zweiundzwanzigjährigen.

### Karriere Beach Erwachsene
In den ersten beiden Jahren ihrer Karriere im Sand nahmen die Schwestern an einigen nationalen Turnieren teil. Fünfte Ränge in Nymburk und Chodov 2021 sowie die gleiche Platzierung bei der Landesmeisterschaft in der folgenden Saison waren die besten Resultate. 2023 gelang der erste Sieg bei der Summer Beach Tour in Košice und beim Futures in Warschau erkämpfte das Beachpaar einen Platz in der Vorschlussrunde. Eine Spielzeit später kamen ein weiterer vierter Platz beim gleichartigen Event in Halifax und ein Sieg bei der heimatlichen Beachserie dazu. 
Die wertvollsten internationalen Erfolge bis zu dieesm Zeitpunkt gab es im Jahr 2025. Beim Futures in Cervia standen die Zwillinge zum ersten Mal bei einer Veranstaltung der FIVB im Endspiel und bei der gleichwertigen Veranstaltung in ihrer Geburtsstadt sogar auf der obersten Stufe des Podests. Mindestens genauo wichtig waren die siebzehnten Ränge bei den Challengers in Alanya und Stare Jablonki, denn bei den Veranstaltungen in der Türkei und in Polen überstanden Anna und Kateřina Pavelková zum ersten und zum zweiten Mal die Vorausscheidung bei höherklassigen Wettbewerben der internationalen Beachserie. Selbst die Gruppenphase war nicht das Ende der Fahnenstange, das Aus kam erst in der Runde der 24.

## Familie
Angefangen hat alles mit der Großmutter. Haně Kolínské wurde 1956 tschechische Meisterin im Mixed und 1957 mit Slavoj Prag sowie 1964 mit ČKD Prag nationale Titelträgerin beim Spiel sechs gegen sechs. Sie gehörte Ende der 1950er Jahre zum erweiterten Kader der A-Nationalmannschaft und war so begeistert vom Sport über das Netz, dass sie auch ihren späteren Ehemann Professor Jiřího Pavelku vom Volleyball überzeugte. Die drei Söhne der beiden wurden mit insgesamt 25 Meistertiteln in den Kategorien Herren, Veteranen und Mix zu den erfolgreichsten Doppelspielern ihres Heimatlandes. Volleyball war jedoch für sie nur ein Hobby. Sie haben alle ein abgeschlossenes Studium. 2002 heiratete der jüngste Sohn Vladek Pavelka Šárka Kvasničková, mit der er zuvor die Landesmeisterschaft im Mixed gewonnen hatte. Nach den Zwillingen bekam die Zahnärztin 2010 eine weitere Tochter namens Marie. Auch deren Cousins Ondřej und Tomáš spielen Volleyball. Cousine Radka wurde mit Rock-’n’-Roll-Formationen tschechische und Europameisterin der Juniorinnen. Cousine Simona wurde in der gleichen Sportart sogar Weltmeisterin bei den Erwachsenen.